# Claro Constancio Rivero
Constancio Rivero (nacido en Barrancas, Provincia de Santa Fe el 24 de mayo de 1918 - Rosario, Provincia de Santa Fe el 1 de julio de 1918) fue un futbolista argentino. Jugaba como mediocampista central y debutó profesionalmente en Rosario Central.

## Carrera
Iniciado en divisiones juveniles del Club Atlético Recreativo Juventud Unida de Barrancas, fue recomendado por Ignacio Rota y se integró a la 4.ª división del cuadro auriazul; Constancio Rivero llegó a primera en 1938, cuando Central jugaba aun en los torneos profesionales de la Asociación Rosarina de Fútbol. En ese año, se consagró campeón de liga rosarina al alzarse con el Torneo Gobernador Luciano Molinas. Tuvo sus primeros encuentros remplazando ocasionalmente a Germán Gaitán.
Al año siguiente, se produjo el ingreso a Primera División de AFA, dando presente Rivero en el debut canalla en este torneo. Compitió por el puesto con Raúl Martínez y Héctor Vidal durante 1939, mientras que en la temporada posterior lo hizo con Armando Ríos. Convirtió su primer gol en la fecha 7 del Campeonato de 1940 a San Lorenzo de Almagro, tanto que significó la victoria de su equipo.

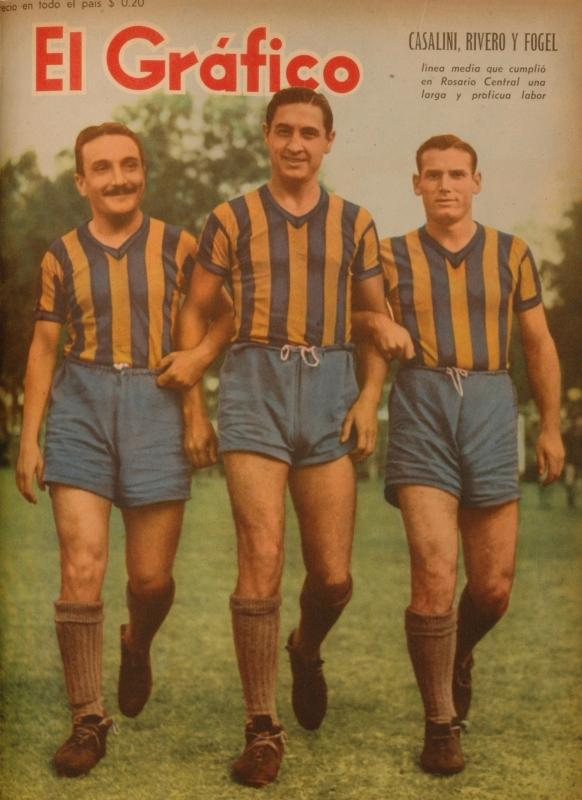
José Casalini, Constancio Rivero y Alfredo Fógel formaron un recordado mediocampo durante la década de 1940.

A pesar de no lograr mayor continuidad como titular, atrajo por sus condiciones a Independiente de Avellaneda. En el Rojo disputó 12 partidos durante el Campeonato de 1941.
En dicha temporada Rosario Central había perdido la categoría, por lo que en su vuelta a la Academia Rivero debió afrontar el Campeonato de Segunda División; allí se reencontró en el mediocampo con Alfredo Fógel, ya constituido como líder futbolístico del equipo, mientras en 1940 se había incorporado José Casalini, mediocampista por izquierda. En 1942 nació el tridente de centrocampistas Casalini-Rivero-Fógel, que llegó a jugar durante cuatro temporadas alrededor de 120 partidos, ganando fama en el fútbol nacional.
El retorno a Primera División fue sencillo para Central, y en 1943 se encontraba nuevamente en la élite del fútbol argentino. En ese 1942, Rivero anotó su otro gol con la casaca auriazul; fue ante Nueva Chicago, en la goleada canalla 12-1, válida por la 9.ª fecha del torneo.
Rivero mantuvo regularidad en presencias y rendimiento durante las temporadas siguientes, llegando a acumular 139 partidos en sus dos ciclos en el club de Arroyito;  pasó a Tigre en 1947, y al año siguiente recaló en Colón, disputando el Campeonato de Segunda División, siendo este su último registro como futbolista profesional.

## Clubes
| Club            | País      | Año       |
| --------------- | --------- | --------- |
| Rosario Central | Argentina | 1938-1940 |
| Independiente   | Argentina | 1941      |
| Rosario Central | Argentina | 1942-1946 |
| Tigre           | Argentina | 1947      |
| Colón           | Argentina | 1948      |

## Palmarés

### Títulos nacionales
| Equipo          | País      | Título           | Año  |
| --------------- | --------- | ---------------- | ---- |
| Rosario Central | Argentina | Segunda División | 1942 |

### Títulos regionales
| Equipo          | País      | Título         | Año  |
| --------------- | --------- | -------------- | ---- |
| Rosario Central | Argentina | Torneo Molinas | 1938 |